# Église Saint-Thomas de Saint-Thomé
L'église Saint-Thomas est une église située à Saint-Thomé, en France.

## Localisation
L'église est située sur la commune de Saint-Thomé, dans le département français de l'Ardèche.

## Protection
L'église Saint-Thomas est inscrite au titre des monuments historiques en 1927.